# Momoko Tsugunaga
Momoko Tsugunaga (嗣永桃子 Tsugunaga Momoko?, Kashiwa, 6 de marzo de 1992) es una ex-idol y excantante japonesa, se unió a Hello! Project como miembro de Hello! Project Kids a la edad de 10 años y luego se convirtió en parte de los grupos de chicas Berryz Kobo y Buono. Después de la pausa de Berryz Kobo, se convirtió en la directora de juego de Country Girls. En 2017, se retiró de la industria del entretenimiento para enfocarse en educación.

## Trayectoria

### 2002-2004: Hello! Project Kids y ZYX
En 2002, Tsugunaga hizo una audición para Hello! Project Kids con la canción "Koi wo Shicchaimashita!" De Tanpopo. Su cinta de audición se emitió en el programa de variedades Hello! Morning de Morning Musume. Fue incluida en el grupo con otras 14 chicas. En el mismo año, protagonizó la película Koinu Dan no Monogatari como el personaje principal, Mao Morishita.
En 2003, Tsugunaga apareció en el video musical de "Boogie Train '03" de Miki Fujimoto. También se convirtió en miembro del subgrupo ZYX junto con Mari Yaguchi de Morning Musume, Erika Umeda, Maimi Yajima, Saki Shimizu y Megumi Murakami. su sencillo debut, "Iku ZYX! Fly High" el 6 de agosto de 2003, seguido de "Shiroi Tokyo" el 10 de diciembre de 2003. Más tarde, en 2004, participó en el canto "All for One & One for All!", un single de colaboración lanzado por todos los artistas de Hello! Project bajo el nombre "H.P All Stars".

### 2004-2015: Berryz Kobo y Buono!
En 2004, Tsugunaga fue una de las ocho chicas de Hello! Project Kids que fueron seleccionadas para formar Berryz Kobo. Berryz Kobo debutó el 3 de marzo de 2004 con el sencillo "Anata Nashi de wa Ikite Yukenai", y fue una de las cantantes principales. Desde 2009 hasta 2014, Tsugunaga también presentó un programa de radio titulado "Momoko Tsugunaga de Pri-Pri-Princess de Berryz Kobo".
Continuando con su personalidad de "Momochi", Tsugunaga lanzó una canción en solitario y un video musical llamado "¡Momochi! Yurushite Nyan Taisou", que fue lanzado como lado B del sencillo número 29 de Berryz Kobo, "cha cha SING".
En 2007, también fue parte de la unit Buono! junto a Miyabi Natsuyaki y Airi Suzuki de ℃-ute. El grupo fue formado para cantar los openings y los endings del anime Shugo Chara!. Y lanzaron su primer sencillo Honto no Jibun, el 31 de octubre de 2007, y su lado B "Kokoro no Tamago" fue opening del anime. Después de que Shugo Chara! terminara, continuaron como grupo independiente hasta su disolución en 2017.

### 2015-2017: Country Girls y su retiro
En 2014, Berryz Kobo anunció que finalizarían sus actividades el año siguiente. Después de que Berryz Kobo hiciera una pausa, Tsugunaga asumió el papel de "directora de juego" del grupo de chicas Country Girls, un resurgimiento de un grupo de Hello! Project anteriormente bajo el nombre de Country Musume.
El 5 de noviembre de 2016 en Shinjuku ReNY, durante el evento del segundo aniversario de Country Girls, Tsugunaga anunció que se retiraría de la industria del entretenimiento al año siguiente para convertirse en maestra. Para conmemorar su graduación, un CD recopilatorio titulado Tsugunaga Momoko Idol 15 Shuunen Kinen Album ♡Arigatou Otomomochi♡ (嗣永桃子 アイドル15周年記念アルバム ♡ありがとう おとももち♡) fue lanzado el 21 de junio de 2017, con canciones seleccionadas por votación de los fans. Tsugunaga celebró su último concierto el 30 de junio de 2017 en un lugar al aire libre en Odaiba, exactamente 15 años después de su debut en Hello! Project Kids. 8.000 personas asistieron al concierto, incluidos Berryz Kobo y ℃-ute.

## Vida personal

### Imagen pública
Durante los últimos años de Berryz Kobo, Tsugunaga se hizo conocida como la "personaje linda" del grupo y con sus gestos y peinado de cola. A menudo se la llamaba Momochi  en los medios y la prensa. Después de que Berryz Kobo hiciera un hiatus indefinido (se disolviera), y entrara como manager de juego de Country Girls, comenzó a restar importancia a su imagen de "Momochi" y dejó de llevar el pelo en dos colas, citando que ha crecido.

### Educación
Tsugunaga se especializó en educación y se graduó en 2014.

## Trabajos
| Título | Año  |
| --- | ---- |
| Tsugunaga Momoko Idol 15 Shuunen Kinen Album ♡Arigatou Otomomochi♡ (嗣永桃子 アイドル15周年記念アルバム ♡ありがとう おとももち♡) | 2017 |

### DVD
| Title                                                           | Fecha de publicación    | Sello        |           |                        |              |
| --------------------------------------------------------------- | ----------------------- | ------------ | --------- | ---------------------- | ------------ |
| Title                                                           | Fecha de publicación    | Sello        | Momo Only | 3 de diciembre de 2008 | Piccolo Town |
| Momo OK                                                         | 9 de septiembre de 2009 | Piccolo Town |           |                        |              |
| Momochi DVD Zukan (ももち DVD図鑑?)                             | 27 de octubre de 2010   | Piccolo Town |           |                        |              |
| Momo Play (ももプレ♡?)                                          | 6 de marzo de 2011      | e-LineUP!    |           |                        |              |
| Momo Play 2: Kaitō Momo Seine (ももプレ♡2 〜怪盗モモセーヌ〜?)  | 23 de diciembre de 2011 | e-LineUP!    |           |                        |              |
| Momochi Hatachi (ももち はたち?)                                | 25 de abril de 2012     | Piccolo Town |           |                        |              |
| Momo Play 3: Rest Another Day (ももプレ3 〜Rest Another Day〜?) | 6 de marzo de 2013      | e-LineUP!    |           |                        |              |

### Photobooks
- Momo (momo)
- Momo16 (Momoiro) (momo16 -ももいろ)
- Momo no Mi (桃の実)
- Momochiiii (momochiiii)
- Momochi Zukan (ももち図鑑)
- Hatachi Momochi (はたち ももち)